# Michail Michailowitsch Zechanowski
Michail Michailowitsch Zechanowski (russisch Михаил Михайлович Цехановский; * 25. Maijul. / 6. Juni 1889greg. in Chmelnyzkyj, Russisches Kaiserreich; † 22. Juni 1965 in Moskau) war ein auf Animationsfilme spezialisierter sowjetischer Regisseur, Drehbuchautor und künstlerischer Leiter.

## Leben und Leistungen
Michail Zechanowski besuchte das Erste Gymnasium in St. Petersburg, wo er bereits Zeichenversuche unternahm. Von 1908 bis 1910 arbeitete er in einer Bildhauerwerkstatt in Paris und studierte danach an der juristischen Fakultät in St. Petersburg, verließ diese aber 1914 ohne Abschluss. Anschließend erhielt Zechanowski einen Studienplatz an der Kaiserlichen Akademie der Künste, wechselte danach an die Moskauer Schule für Malerei, Skulptur und Architektur und beendete diese 1918. Daraufhin schloss er sich der Roten Armee an und verblieb hier bis 1923. Während seiner Militärzeit konnte Zechanowski sein künstlerisches Schaffen weiter vertiefen, zudem hatte er zeitweise das Amt des stellvertretenden Abgesandten für Kunstangelegenheiten in der Weißrussischen SSR inne und war von 1919 bis 1922 Leiter der Universität der Roten Armee in Smolensk. Er kehrte schließlich nach Petrograd zurück, um sein Studium fortzusetzen und gleichzeitig als Ausbilder am Staatlichen Technikum für industrielle Kunst zu arbeiten. Außerdem zeichnete er Werbefilmplakate.
Im Jahr 1926 erhielt er eine Stelle beim Verlag Raduga und arbeiteten hier an der Seite von Wladimir Lebedew. Parallel dazu war Zechanowski in der Jugendbuchabteilung des Lengis-Verlages aktiv und entwickelte sich zu einem Vertreter des Konstruktivismus. Er illustrierte Werke von Samuil Marschak, Ilja Ionowitsch Ionow und Boris Stepanowitsch Schitkow, sein Spezialgebiet waren Bücher über Technik und Erfindungen.
Nachdem Zechanowski in seinen persönlichen Aufzeichnungen bereits Anfang 1926 Interesse am Medium „Film“ bekundet hatte, wandte er sich ab Ende der 1920er Jahre auch beruflich dem Genre des Animationsfilms zu. 1929 entstand für das Studio Sowfilm, aus dem später Lenfilm hervorgehen sollte, sein erstes Werk Почта (Potschta). Dieses basierte auf Zeichnungen Zechanowskis für das gleichnamige Buch von Samuil Marschak, der für den 1930 veröffentlichten Film auch das Skript schrieb. Почта war der erste animierte Tonfilm aus der Sowjetunion sowie der erste sowjetische Animationsfilm, der ein breites Publikum fand und auch im Ausland gezeigt wurde. In der Folgezeit konzentrierte sich Zechanowski darauf, seine Filme an musikalischen Werken anzulehnen und den Klang grafisch umzusetzen. Sein dritter Film, Пасифик 231 (Pasifik 231, 1931), basierte auf Stücken von Arthur Honegger.
Für Сказка о попе и его работнике Балде (Skaska o pope i jego rabotnike Balde, 1933/36), die Adaption einer Geschichte Alexander Puschkins und zugleich Zechanowskis erster abendfüllender Film, konnte Dmitri Schostakowitsch als Komponist verpflichtet werden. Der Film wurde als animierte Oper angelegt. Schostakowitsch zog sich jedoch infolge der Mitte der 1930er Jahre einsetzenden Kritik an seinem Schaffen von dem Projekt zurück. Auch der Stil des Regisseurs wurde als unpassend für ein Werk Puschkins angesehen. Das Negativ des Films landete unveröffentlicht im Archiv des Studios und wurde dort während der Bombardierung Leningrads überwiegend zerstört, lediglich ein unter dem Titel Базар (Basar) bekanntes, wenige Minuten langes Fragment ist erhalten geblieben. Zechanowski bezeichnete den Verlust seines Werkes als „Katastrophe“.
Nach der Realisierung von Сказка о попе и его работнике Балде im Jahr 1936 war Zechanowski zwei Jahre lange nicht für Lenfilm tätig, nach seiner Rückkehr entstand zunächst Сказка о глупом мышонке (Skaska o glupom myschonke, 1940), für das er zusammen mit Marschak das Drehbuch schrieb. Aufgrund von Konflikten bzgl. der künstlerischen Umsetzung des Films verzögerte sich jedoch dessen Fertigstellung und Marschak ließ einen Namens aus den Credits streichen. Im darauffolgenden Jahr war Zechanowski als Teil eines Regiekollektivs an dem Konzertfilm Киноконцерт 1941 года (Kinokonzert 1941 goda), seiner einzigen Arbeit außerhalb des Animationsfilmgenres, beteiligt. Ab dem Weihnachtsfilm Ёлка (новогодняя сказка) (Jolka (nowogodnjaja skaska), 1942) arbeitete er bis an sein Lebensende für Sojusmultfilm.
Mit Телефон (Telefon, 1944) setzte Zechanowski eine Geschichte von Kornei Tschukowski um, an der grafischen Gestaltung war u. a. auch Iwan Iwanow-Wano beteiligt. Цветик-семицветик (Zwetik-semizwetik, 1948) wurde von ihm nach einem Drehbuch Walentin Katajews verwirklicht. Während dieser Zeit setzte auch ein Stilwechsel in seiner Arbeit ein und er wandte sich vom früheren, konstruktivistischen Stil ab.
Mit Сказка о рыбаке и рыбке (Skaska o rybake i rybke, 1950) wagte sich Zechanowski noch einmal an eine Puschkin-Adaption, in Царевна-лягушка (Zarewna-lajguschka, 1954) setzte er das beliebte Märchenmotiv der schönen Wassilissa um: Beide Zeichentrickfilme wurden von der DEFA synchronisiert und starteten als Das Märchen vom Fischer und vom Fischlein sowie Die verzauberte Braut in den DDR-Kinos. Auch für den Kurzfilm Das Mädchen im Dschungel (1956) und sein Spätwerk Die wilden Schwäne (1962) nach dem gleichnamigen Märchen von Hans Christian Andersen wurden deutschsprachige Synchronfassungen produziert.
Kurz vor seinem Tod drehte er noch eine Neufassung von Почта (Potschta, 1964), 1966 erschien posthum Иван Иваныч заболел (Iwan Iwanytsch sabolel) nach Motiven Sergei Michalkows, der auch das Drehbuch verfasste. Zechanowski hatte mit Заяц во хмелю (Sajaz wo chmelju) bereits 1946 ein Werk von Michalkow adaptiert, das Projekt wurde aber noch vor der Vollendung eingestellt. Gegen Ende seines Lebens wagte er wieder eine ansatzweise Rückkehr zum Stil seiner Anfangsjahre im Film.
Zechanowski starb rund zwei Wochen nach seinem 76. Geburtstag in Moskau.

## Ehrungen
Michail Zechanowski wurde am 12. Juni 1964 zum Verdienten Kunstschaffenden der RSFSR ernannt.
Auch einige seiner Filme wurden ausgezeichnet:
- Цветик-семицветик (Zwetik-semizwetik, 1948): Bester Kinderfilm beim Internationalen Filmfestival von Marienbad 1949
- Сказка о рыбаке и рыбке (Skaska o rybake i rybke, 1950): Preis beim Internationalen Filmfestival Karlovy Vary 1951
- Девочка в джунглях (Dewotschka w dschungljach, 1956): Ehrende Erwähnung der Jury beim Allunionsfilmfestival 1958
- Царевна-лягушка (Zarewna-lajguschka, 1954): Silbernes Eichenblatt beim Festival Internacional de Cine de Mar del Plata 1960

Bereits 1973 widmeten ihm Wera und Eduard Kusnezow ein illustriertes Buch.
Jewgeni Steiner würdigte Zechanowski in seinem Werk Stories for Little Comrades: Revolutionary Artists in the Early Soviet Children’s Book (1999) als einen „der interessantesten Künstler und Filmanimateure der 1920er Jahre“ („most interesting artists and film animators of the 1920s“). Sein Schaffen fand außerdem in dem Buch Наши мультфильмы (Naschi multfilmy, 2006) Erwähnung, in dem er als einer der „größten Meister der heimischen Animation“ („один из крупнейших мастеров отечественной мультипликации“) bezeichnet wurde.
Im Zusammenhang mit seinem Debütfilm wurde Zechanowski mit Sergei Eisenstein verglichen, er selbst sah sein Vorbild jedoch in René Clair.

## Privates und Persönlichkeit
Michail Zechanowski verlor bereits im Jahr 1899 seine Mutter Sinaida Grigorjewna. Er hatte einen älteren Bruder namens Nikolai, der im Alter von 13 Jahren starb.
Zechanowski war in erster Ehe mit Antonina Wissarionowna Kitajewa verheiratet. Mitte der 1920er Jahre begann er eine Affäre mit Wera Wseslawowna Schengelidse (1902–1977), die damals an Kursen für Animation teilnahm. Nach der Scheidung von seiner ersten Frau heirateten beide im Jahr 1926. Kolja, der älteste Sohn Zechanowskis, starb im Alter von nur etwa einem Jahr.
Er führte über Jahre hinweg sehr intensiv Tagebuch, seine Aufzeichnungen werden heute im Russischen Staatsarchiv der Künste aufbewahrt und wurden nach seinem Tod auszugsweise von Wera Zechanowskaja herausgegeben. Die Edition erlebte später eine umfangreichere Wiederveröffentlichung.
Zechanowski stand in dem Ruf, ein verschlossener und im Bezug auf sein Schaffen sehr ehrgeiziger und disziplinierter, aber auch leicht reizbarer und von Versagensängsten geplagter Mensch zu sein.

## Filmografie (Auswahl)

### Regie
- 1929: Почта (Potschta)
- 1948: Цветик-семицветик (Zwetik-semizwetik)
- 1936: Сказка о попе и его работнике Балде (Skaska o pope i jego rabotnike Balde)
- 1940: Сказка о глупом мышонке (Skaska o glupom myschonke)
- 1944: Телефон (Telefon)
- 1950: Сказка о рыбаке и рыбке (Skaska o rybake i rybke) (dt. Das Märchen vom Fischer und vom Fischlein)
- 1954: Царевна-лягушка (Zarewna-ljaguschka) (dt. Die verzauberte Braut)
- 1956: Девочка в джунглях (Dewotschka w dschungljach) (mit Wera Wseslawowna Zechanowska) (dt. Das Mädchen im Dschungel)
- 1962: Die wilden Schwäne (1962) (Dikije lebedi) (mit Wera Wseslawowna Zechanowska)
- 1964: Почта (Potschta) (mit Wera Wseslawowna Zechanowska)
- 1966: Иван Иваныч заболел (Iwan Iwanytsch sabolel) (mit Wera Wseslawowna Zechanowska)

### Drehbuchautor
- 1940: Сказка о попе и его работнике Балде (Skaska o pope i jego rabotnike Balde) (mit Wera Wseslawowna Zechanowska)
- 1940: Сказка о глупом мышонке (Skaska o glupom myschonke) (mit Samuil Marschak)
- 1964: Почта (Potschta) (mit Samuil Marschak und Wera Wseslawowna Zechanowska)

### Künstlerischer Leiter
- 1929: Почта (Potschta) (mit Iwan Michailowitsch Druschinin)
- 1944: Телефон (Telefon) (mit Wera Wseslawowna Zechanowska und Iwan Iwanow-Wano)
- 1964: Почта (Potschta) (mit Boris Dmitrijewitsch Kornejew)